# Yutel
Yutel è stato un progetto di rete televisiva panjugoslava iniziato nell'estate 1990 dal primo ministro federale Ante Marković.
Dopo una serie di fallimenti, Yutel si concretizzò esclusivamente in un telegiornale notturno di un'ora prodotto e trasmesso da TV Sarajevo tra l'ottobre 1990 e il maggio 1992.

## Storia
Nel gennaio 1990, la Lega dei comunisti della Jugoslavia (SKJ) si dissolse lungo linee nazionali. Ogni nuova entità politica indipendente, che in precedenza rappresentava la propria repubblica costituente a livello federale jugoslavo, si ricostituì presto in un partito socialista o socialdemocratico in vista delle imminenti elezioni multipartitiche, che si stavano preparando a livello di ciascuna repubblica anziché a livello federale.
Circa sei mesi dopo, nel luglio 1990, Ante Marković, un croato della Bosnia che presiedeva il Consiglio esecutivo federale (SIV), formò il suo partito, l'Unione delle forze di riformiste (SRSJ), con riforme economiche e adesione alla CEE al centro del suo programma. Vedendo che il sistema televisivo jugoslavo (JRT) rischiava la marginalizzazione, poiché sotto il controllo politico dei nuovi partiti dominanti in ciascuna repubblica, Marković cercò di creare un mezzo di comunicazione pan-jugoslavo.
Controllato da una società pubblica in cui lo stato jugoslavo deteneva la partecipazione di controllo, il progetto doveva originariamente essere un canale televisivo in tutta la Jugoslavia. Tuttavia, i centri di trasmissione locali in ciascuna repubblica costituente, sempre più sotto il costante controllo dei politici a livello di repubblica locale che erano generalmente disinteressati e persino politicamente contrari alla prospettiva federale, rifiutavano di cooperare. In alternativa, si pensò a trasmettere il canale via satellite con un segnale che coprisse l'intero territorio della Jugoslavia SFR; ma il progetto venne messo da parte quando ci si rese conto che solo 100.000 famiglie jugoslave erano in grado di ricevere il segnale satellitare.
Fu infine l'esercito popolare jugoslavo (JNA) a fornire relè di segnale, attrezzature, accesso alle infrastrutture di comunicazione dell'esercito ed elicotteri per il trasporto di persone e attrezzature, provenienti da quello che era il suo progetto di televisione mobile.
La JNA ottenne inoltre la gestione del progetto con Nebojša "Bato" Tomašević, caporedattore di vecchia data della Jugoslovenska revija, nominato Amministratore delegato di Yutel. Goran Milić, noto personaggio di TV Belgrado, divenne il capo della divisione notizie di Yutel mentre il quartier generale della stazione doveva trovarsi a Montona, una città dell'Istria. Milić lasciò TV Belgrado per unirsi a Yutel, e si recò in tutta la Jugoslavia nei singoli centri radiotelevisivi in cerca di giornalisti disposti a far parte della rete e gestire uffici stampa locali.
Tuttavia, il segretario alla Difesa jugoslavo e il capo di stato maggiore della JNA, il generale Veljko Kadijević, ritornarono sui propri passi, annunciando che la JNA aveva bisogno delle sue frequenze per il controllo della traiettoria di volo e non aveva fondi sufficienti nel suo bilancio per una rete televisiva, uccidendo così di fatto il piano di fare di Yutel una rete televisiva federale indipendente dalle televisioni delle varie repubbliche jugoslave.
Il piano successivo prevedeva un telegiornale notturno di un'ora, anch'esso chiamato Yutel, e trasmesso sul terzo canale TV (3K) di Belgrado che mancava di contenuto, tuttavia, l'amministratore delegato di TV Belgrado Dušan Mitević respinse l'idea.
Alla fine, la squadra di Yutel si accordò con TV Sarajevo per l'accesso alla rete e alle strutture di produzione di TV Sarajevo a una tariffa fissa. Dopo che Marković e il governo federale approvarono il pagamento di tale tariffa a TV Sarajevo, Yutel fu autorizzato a iniziare le trasmissioni, tuttavia solo come un notiziario notturno di un'ora al posto del canale televisivo inizialmente previsto.